# Calce
Pronunciação
Calce é uma comuna francesa na região administrativa de Occitânia, no departamento de Pirenéus Orientais. Estende-se por uma área de 23,77 km². Em 2010 a comuna tinha 210 habitantes (densidade: 8,8 hab./km²).

## Geografia

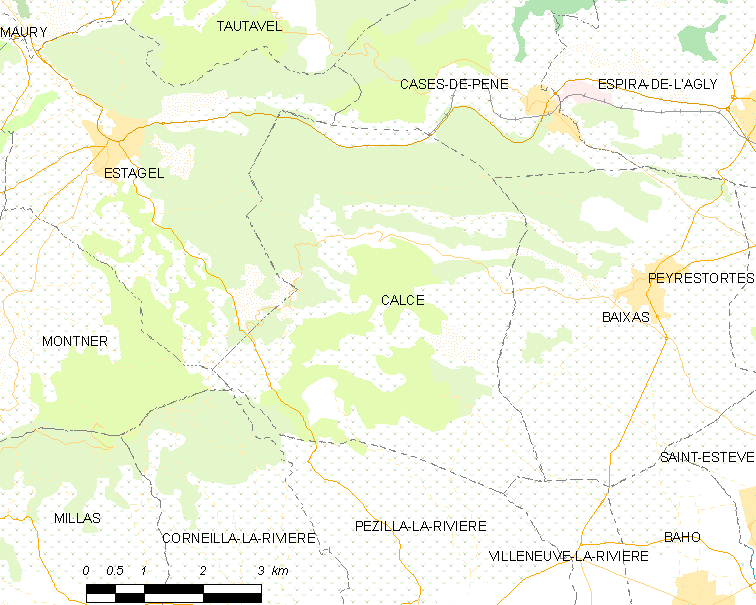
Mapa de Calce